# Передай пакунок
«Передай пакунок», також відома у Канаді як «Передай подарунок», (англ. Pass the parcel) — класична британська гра для вечірки, в якій від однієї людини до іншої передається пакунок.
Під час підготовки до гри приз (або «подарунок») загортається у велику кількість шарів обгорткового паперу або багаторазових тканинних мішечків різного розміру. Зазвичай, кожен шар має різний дизайн, щоб їх можна було легко відрізнити. Менші призи або девізи можна розмістити між деякими або всіма іншими шарами обгортки.
Під час гри грає музика, коли пакунок передається по колу. Той, хто тримає посилку, коли музика зупиняється, знімає один шар обгортки і забирає будь-який приз, знайдений під цим шаром. Зазвичай під кожним шаром знаходиться приз, але деякі люди вважають за краще мати лише один приз під останнім шаром. Після цього музика вмикається знову, і гра продовжується доти, доки не буде знято всі шари і не буде забрано головний приз.
Зупиняє і вмикає музику зазвичай дорослий, який не бере участі в грі. Хоча вони не повинні спостерігати за грою, щоб вона була чесною, на практиці вони часто роблять це, щоб переконатися, що кожен учасник має свою чергу, що призи добре розподілені і, можливо, що дитина, чия це вечірка, претендує на головний приз (або щоб переконатися, що хтось із гостей претендує на приз). Більш справедливою альтернативою є підготовка записів коротких музичних уривків.
Варіації гри включають дозвіл учасникам зняти якомога більше шарів паперу (а не лише один) до того, як музика поновиться, а також включення завдань або штрафних балів на папірцях замість девізів.